# Astragalus harrisonii
Astragalus harrisonii är en ärtväxtart som beskrevs av Rupert Charles Barneby. Astragalus harrisonii ingår i släktet vedlar, och familjen ärtväxter. Inga underarter finns listade i Catalogue of Life.